# Antigua búsqueda del Jesús histórico
La antigua búsqueda del Jesús histórico es un período de la búsqueda del Jesús histórico que se extiende desde 1774 hasta 1953. Se considera que la obra de Hermann Samuel Reimarus, publicada póstumamente en 1774 por su discípulo Gotthold Ephraim Lessing, es la que marca el comienzo de la antigua búsqueda del Jesús histórico (Old Quest).
Este periodo está protagonizado por la teología protestante alemana y por el racionalismo ilustrado alemán.

## Primer racionalismo
- Johann Jakob Hess (1774)
- Franz Volkmar Reinhard (1781)
- Karl Friedrich Bahrdt (1786)
- Johann Gottfried Herder (1797)
- Karl Heinrich Georg Venturini (1806)

Estos autores reinterpretan los evangelios desde presupuestos racionalistas. Se busca explicación racional para los milagros, mientras es posible, y se niegan los que no pueden ser explicados. Se elimina la posibilidad de trascendencia o divinidad de Jesús. Bajo estas premisas, presentaron su versión de la "Vida de Jesús".

## Racionalismo clásico
- Heinrich Eberhard Gottlob Paulus (1828)

Se sigue interpretando los evangelios desde perspectivas racionalistas. Paulus aporta la interesante imagen de Jesús de Nazaret como un sanador popular, tema que será retomado años más tarde desde otras perspectivas.

## Racionalismo tardío
- David Friedrich Strauss (1835-1836)
- Friedrich Daniel Ernst Schleiermacher (1864)

Aún desde los planteamientos del racionalismo, aportan la observación de que en los Evangelios hay una notable presencia de elementos no históricos, que los autores engloban dentro del fenómeno de mitificación, como intento "precientífico" (primitivo) de explicar lo desconocido. Destacan que este fenómeno es especialmente intenso en el Evangelio según san Juan, que desde entonces queda descartado como fuente de acceso al Jesús histórico.

## La cuestión sinóptica
La tradición cristiana había establecido que el evangelio más antiguo era el de Mateo y se había llegado a afirmar que el de Marcos era un resumen de los evangelios de Mateo y de Lucas. De modo independiente, Christian Hermann Weisse y Christian Gottlob Wilke concluyen en 1838 que el evangelio de Marcos no es un resumen de Mateo y de Lucas, sino que es anterior a ellos y les sirve de fuente. Además, Weisse estableció la teoría de que existía una fuente común a Mateo y Lucas. En 1890, Johannes Weiss denominó con la letra Q a esta fuente (de Quelle, 'fuente' en alemán). Surge así la hipótesis de las dos fuentes:  
- La Fuente Q
- El evangelio según san Marcos.

La teoría de las dos fuentes fue analizada y sistematizada por Heinrich Julius Holtzmann.

## La escuela liberal
Movimiento de lucha contra el dogma y el kerigma del cristianismo. Tras descartar los evangelios de Mateo y Lucas, tardíos respecto a Marcos y a la fuente Q, analizan estas dos fuentes para intentar reconstruir la vida de Jesús, siempre desde perspectivas racionalistas.
- Ernest Renan (1863)
- Bernhard Weiss (1882)
- Adolf von Harnack (1900)

## La escuela de la historia de las religiones
- Julius Wellhausen (1894)
- Wilhelm Bousset (1896)
- Richard August Reitzenstein (1910)

La Escuela de la historia de las religiones surge a finales del siglo XIX. Su principal aportación a la Búsqueda del Jesús histórico es la de observar el nacimiento del cristianismo en un contexto histórico-social en el que se desarrolla bajo la influencia de diversas religiones circundantes. Inicialmente se plantearon teorías sobre la procedencia o dependencia directa de religiones mistéricas helenísticas u orientales. Estudios posteriores han definido su máxima dependencia del judaísmo.

## La escuela de la historia de las formas(Formgeschichte)
- Karl Ludwig Schmidt (1919)
- Rudolf Karl Bultmann (1964)
- Martin Dibelius (1966)

## Crisis de la old quest
- Karl Martin August Kähler (1892)
- Wilhelm Wrede (1901)
- Karl Ludwig Schmidt (1919)

## El escepticismo histórico
- Rudolf Karl Bultmann (1960)